# Thecotheus
Thecotheus es un género de hongos de la familia Ascobolaceae. Tiene una amplia distribución, especialmente en áreas templadas, y contiene 17 especies.